# Adrian Brine
Adrian Brine est un acteur, metteur en scène, scénariste et réalisateur britannique né à Londres le 25 mars 1936 et mort le 11 mai 2016.

## Biographie
Formé au St John's College de l'Université d'Oxford, Adrian Brine commence à mettre en scène en Angleterre, puis en Belgique à l'invitation de Roger Domani pour le Théâtre de Poche. Metteur en scène au Rideau de Bruxelles dès 1965, il devient conseiller artistique au Théâtre national de Belgique pendant cinq ans, sous la direction de Jacques Huisman. Il fait découvrir au public belge les jeunes auteurs britanniques, dont Christopher Hampton, Tom Stoppard, David Hare, Alan Ayckbourn ou Pam Gems (en).
En 1967, il reçoit l'Ève du Théâtre de la mise en scène pour Un otage de Brendan Behan.
Il a donné de nombreuses mises en scène au Théâtre de Poche de Bruxelles.
En 1996, il est nommé au Molière du metteur en scène pour Un mari idéal d'Oscar Wilde, au Théâtre Antoine.
Il était chevalier de l'Ordre de la Couronne.
Il est mort d'une insuffisance cardiaque le 11 mai 2016.

## Filmographie
- 1976 : Max Havelaar (Max Havelaar of de koffieveilingen der Nederlandsche handelsmaatschappij) de Fons Rademakers
- 1976 : Barocco d'André Téchiné : l'inspecteur
- 1979 : Les Sœurs Brontë d'André Téchiné : Monsieur Robinson
- 1979 : La Mémoire courte d'Eduardo de Gregorio : Monsieur Mann
- 1981 : Vendredi ou la Vie sauvage de Gérard Vergez : Gloamin
- 1988 : Le Bonheur d'en face : Gaspatchov
- 1990 : Vincent et Théo de Robert Altman : oncle Cent
- 1990 : Luba : Professeur
- 1992 : Utz, la passion de l'art de George Sluizer
- 1994 : Oleana de David Mamet
- 1998 : The Commissioner de George Sluizer : le président de la Cour